# Saint-Bruno—Saint-Hubert

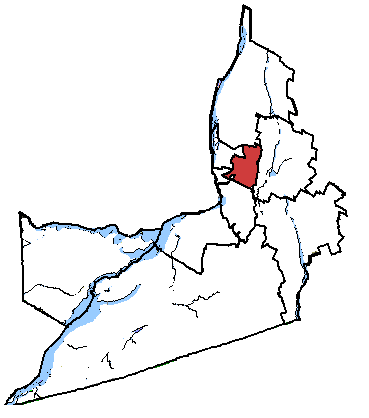
Localisation de l'ancienne circonscription Saint-Bruno—Saint-Hubert

Saint-Bruno—Saint-Hubert (initialement connue sous le nom de Saint-Hubert) était une circonscription électorale fédérale du Canada, dans la province de Québec.

## Géographie
Ce district de la Rive-Sud de Montréal dans la région québécoise de Montérégie incluait la ville de Saint-Bruno-de-Montarville et l'ancienne ville de Saint-Hubert.
Les circonscriptions limitrophes étaient Saint-Lambert, Longueuil—Pierre-Boucher, Verchères—Les Patriotes, Chambly—Borduas et Brossard—La Prairie.
Elle possédait une population de 99 755 dont 78 608 électeurs sur une superficie de 113 km2. 
Le district électoral de Saint-Hubert a été créé en 1987 à partir des districts de Chambly et de La Prairie. Le nom fut modifié en Saint-Bruno—Saint-Hubert en 1997. À partir de l'élection fédérale de 2015, la circonscription est divisée entre les nouvelles circonscriptions de Montarville et de LeMoyne (Longueuil—Charles-LeMoyne).

## Historique
| Législature                                                                     | Années    | Député | Député          | Parti politique            |
| ------------------------------------------------------------------------------- | --------- | ------ | --------------- | -------------------------- |
| Saint-Hubert issue de Chambly et La Prairie                                     |           |        |                 |                            |
| 34e                                                                             | 1988–1991 |        | Pierrette Venne | Progressiste-Conservateur  |
| 34e                                                                             | 1991–1993 |        | Pierrette Venne | Bloc québécois             |
| 35e                                                                             | 1993–1997 |        | Pierrette Venne | Bloc québécois             |
| Saint-Bruno—Saint-Hubert                                                        |           |        |                 |                            |
| 36e                                                                             | 1997–2000 |        | Pierrette Venne | Bloc québécois             |
| 37e                                                                             | 2000–2003 |        | Pierrette Venne | Bloc québécois             |
| 37e                                                                             | 2003–2004 |        | Pierrette Venne | Indépendante               |
| 38e                                                                             | 2004–2006 |        | Carole Lavallée | Bloc québécois             |
| 39e                                                                             | 2006–2008 |        | Carole Lavallée | Bloc québécois             |
| 40e                                                                             | 2008–2011 |        | Carole Lavallée | Bloc québécois             |
| 41e                                                                             | 2011–2015 |        | Djaouida Sellah | Nouveau Parti démocratique |
| Dissoute parmi Longueuil—Charles-LeMoyne, Longueuil—Saint-Hubert et Montarville |           |        |                 |                            |

## Résultats électoraux
|       | Candidat                  | Parti          | # de voix | % des voix |
|       | Nicole Charbonneau Barron | Conservateur   | +05 887,  | 10,79 %    |
|       | (x) Carole Lavallée       | Bloc québécois | +15 384,  | 28,19 %    |
|       | Michel Picard             | Libéral        | +07 423,  | 13,6 %     |
|       | Djaouida Sellah           | NPD            | +24 361,  | 44,64 %    |
|       | Germain Denoncourt        | Vert           | +01 523,  | 2,79 %     |
| Total | Total                     | Total          | 54 578    | 100 %      |

|       | Candidat                  | Parti          | # de voix | % des voix |
|       | Nicole Charbonneau Barron | Conservateur   | +08 125,  | 15,38 %    |
|       | (x) Carole Lavallée       | Bloc québécois | +23 767,  | 44,99 %    |
|       | Pierre Diamond            | Libéral        | +11 755,  | 22,25 %    |
|       | Vesna Vesic               | NPD            | +07 154,  | 13,54 %    |
|       | Simon Bernier             | Vert           | +02 031,  | 3,84 %     |
| Total | Total                     | Total          | 52 832    | 100 %      |